# Paninjauan
Paninjauan is een bestuurslaag in het regentschap Tanah Datar van de provincie West-Sumatra, Indonesië. Paninjauan telt 7881 inwoners (volkstelling 2010).